# Aliella
Aliella es un género de plantas con flores perteneciente a la familia de las asteráceas. Comprende 6 especies descritas y de estas, solo 3 aceptadas.

## Taxonomía
El género fue descrito por M.Qaiser & H.W.Lack y publicado en Botanische Jahrbücher für Systematik, Pflanzengeschichte und Pflanzengeographie 106(4): 488. 1986. La especie tipo es: Aliella platyphylla (Maire) Qaiser & Lack

## Especies
A continuación se brinda un listado de las especies del género Aliella aceptadas hasta julio de 2012, ordenadas alfabéticamente. Para cada una se indica el nombre binomial seguido del autor, abreviado según las convenciones y usos.
- Aliella ballii (Klatt) Greuter
- Aliella iminouakensis (Emb.) Dobignard & Jeanm.
- Aliella platyphylla (Maire) Qaiser & Lack